# Dicranota (Eudicranota) tigriventris
Dicranota (Eudicranota) tigriventris is een tweevleugelige uit de familie Pediciidae. De soort komt voor in het Oriëntaals gebied.